# Hot Streets
Hot Streets es el décimo segundo álbum de estudio de la banda de rock estadounidense Chicago, publicado en 1978. En muchos aspectos, Hot Streets marcó el inicio de una nueva era para la banda, que incursionó en la música disco con esta producción. Fue el primer álbum de la banda sin el guitarrista Terry Kath, que falleció debido a un insólito accidente tras dispararse con una pistola sin querer en enero de 1978. Fue reemplazado por Donnie Dacus en el álbum.

## Lista de canciones
| Lado A |                              |                                   |                           |          |  |
| N.º    | Título                       | Escritor(es)                      | Voz                       | Duración |  |
| 1.     | «Alive Again»                | Pankow                            | Cetera                    | 4:08     |  |
| 2.     | «The Greatest Love on Earth» | Seraphine/David "Hawk" Wolinski   | Cetera                    | 3:18     |  |
| 3.     | «Little Miss Lovin'»         | Cetera                            | Cetera (con The Bee Gees) | 4:36     |  |
| 4.     | «Hot Streets»                | Lamm                              | Lamm                      | 5:20     |  |
| 5.     | «Take a Chance»              | Loughnane/Lawrence "Stash" Wagner | Dacus                     | 4:42     |  |

| Lado B |                   |                                 |                    |          |  |
| N.º    | Título            | Escritor(es)                    | Voz                | Duración |  |
| 6.     | «Gone Long Gone»  | Cetera                          | Cetera             | 4:00     |  |
| 7.     | «Ain't It Time»   | Dacus/Seraphine/Warner Schwebke | Dacus, with Cetera | 4:12     |  |
| 8.     | «Love Was New»    | Lamm                            | Lamm               | 3:30     |  |
| 9.     | «No Tell Lover»   | Cetera/Loughnane/Seraphine      | Cetera, with Dacus | 4:13     |  |
| 10.    | «Show Me the Way» | Seraphine/Wolinski              | Lamm               | 3:36     |  |

## Créditos
- Peter Cetera – bajo, voz
- Donnie Dacus – guitarras, voz
- Robert Lamm – teclados, coros
- Lee Loughnane – trompeta, coros
- James Pankow – trombón, arreglos de bajo
- Walter Parazaider – saxofón, flauta
- Danny Seraphine – batería, percusión
- Laudir de Oliveira - percusión

## Listas de éxitos

### Álbum
| Año  | Lista                | Posición |
| ---- | -------------------- | -------- |
| 1978 | Billboard Pop Albums | 12       |